# بريندا ريد
بريندا ريد (بالإنجليزية: Brenda Reid)‏ هي مغنية أمريكية، ولدت في 1945.

## وصلات خارجية
- بريندا ريد على موقع ميوزك برينز (الإنجليزية)
- بريندا ريد على موقع ديسكوغز (الإنجليزية)